# Blauwe lijn (metro van Washington)
De Blue Line (vertaald: de blauwe lijn) is een metrolijn van de metro van Washington die opereert tussen 27 stations in Fairfax County, Alexandria en Arlington, het District of Columbia, en Prince George's County. De lijn werd in 1977 geopend (18 stations), en deelt een groot aantal station met de Orange Line.
De lijn loopt tussen Franconia-Springfield (zuidwest) en Largo Town Center (noordoost).

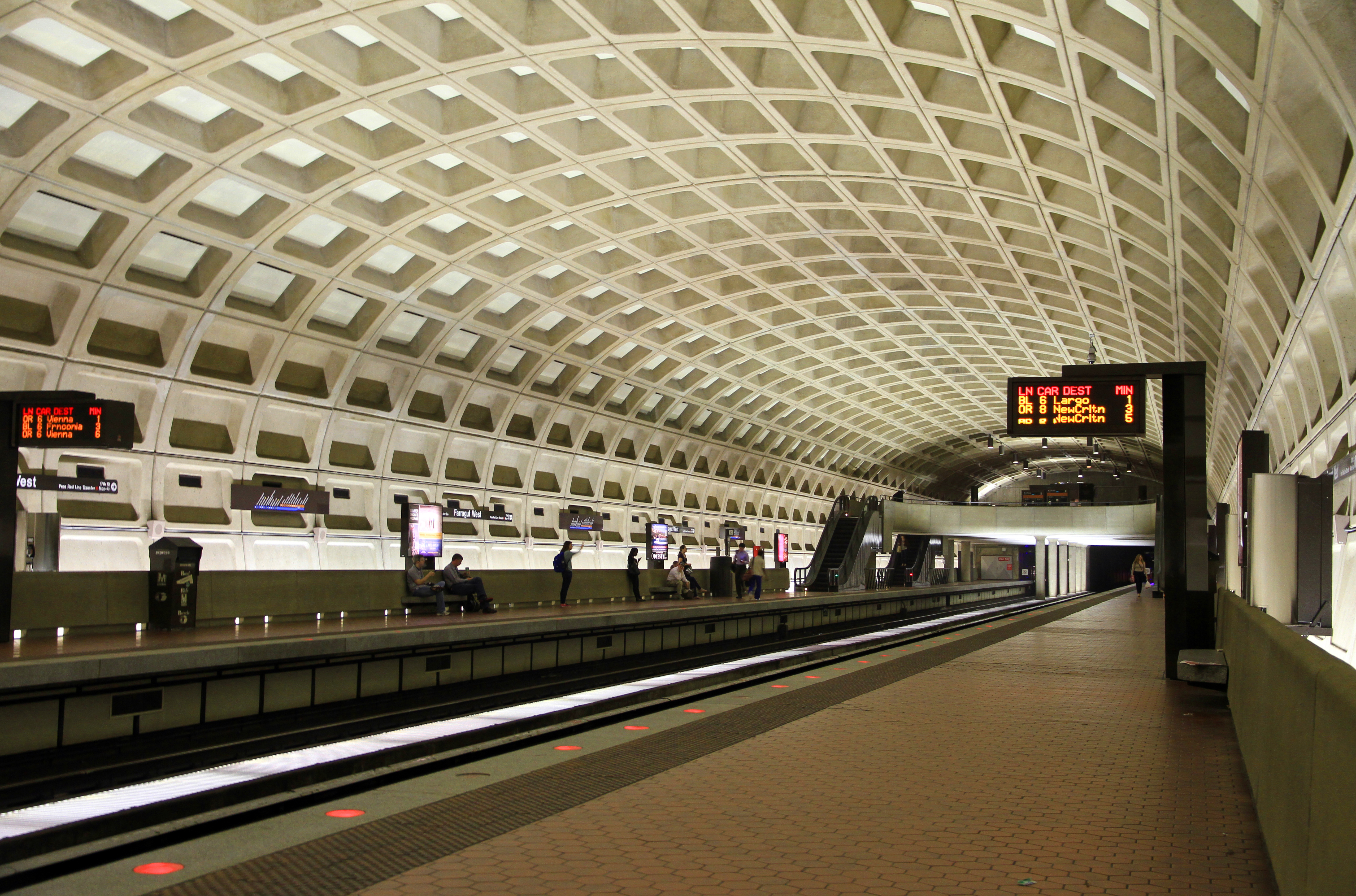
Farragut West